# Mimmi Larsson
Ann Mimmi Ellenore Larsson (9 aprile 1994) è una calciatrice svedese, attaccante del Djurgården.

## Palmarès

### Club
- Campionato svedese: 2

Rosengård: 2021, 2022
- Campionato svedese di seconda divisione: 1

Mallbacken: 2014
- Division 1: 1

Mallbacken: 2012
- Coppa di Svezia: 1

Rosengård: 2021-2022

### Nazionale
- Algarve Cup: 1

2018 (condiviso con i Paesi Bassi)

### Individuale
- Capocannoniere dell'Algarve Cup: 1

2019 (3 reti a pari merito con Jennifer Hermoso)